# Om Folknöjen
Om Folknöjen betraktade ur politisk synpunkt är en essä av Carl Jonas Love Almqvist. Den publicerades först som en artikelserie i Dagligt Allehanda 1839, men ingår även band XII av den så kallade duodesupplagan av Törnrosens bok, vilket utkom samma år. Texten är ett delvis satiriskt försvar av författarens folkskrifter, vilka skulle utgöra ett slags ventil för folkets revolutionära känslor.